# Russy-Bémont
Russy-Bémont – miejscowość i gmina we Francji, w regionie Hauts-de-France, w departamencie Oise.
Według danych na rok 1999 gminę zamieszkiwało 150 osób, a gęstość zaludnienia wynosiła 15 osób/km² (wśród 2293 gmin Pikardii Russy-Bémont plasuje się na 848. miejscu pod względem liczby ludności, natomiast pod względem powierzchni na miejscu 458.).